# بيتر كوربيت
بيتر كوربيت (24 أغسطس 1940 في جنوب أفريقيا - 23 مايو 2015 في جنوب أفريقيا) (بالإنجليزية: Peter Corbett)‏ هو لاعب كريكت جنوب أفريقي.

## وصلات خارجية
- بيتر كوربيت على موقع إي آس بي آن كريك إنفو (الإنجليزية)